# Mils bei Imst
Mils bei Imst är en ort och  kommun i distriktet Imst i förbundslandet Tyrolen i Österrike. 